# SAP Arena
SAP Arena je multifunkční aréna v Mannheimu, Německo. Je primárně užívaná k lednímu hokeji a házené a je domovským stadionem hokejového týmu Adler Mannheim a házenkářského týmu Rhein-Neckar Löwen. Maximální kapacita arény je 15 000 míst. Každoročně hostí koncerty a kongresové události. Je jednou z největších stadionů v Německu a jednou z těch s nejšpičkovější technologií v Evropě. Je pojmenována po svém sponzorovi, společnosti SAP.
Tramvajová linka číslo 6 spojuje arénu s centrem Mannheimu a nově je budováno silniční spojení na Bundesstraße 38a, spojnici s dálnicí A 656, která se kříží s dálnicí A6.

## Technická data
Hrubý objem
403 000 m³
Arena
333 000 m³
Tréninkové haly
70 000 m³
Parkovací místa
až 7 000
Konferenční sál
pro až 120 osob

### Divácká kapacita pro sportovní akce
Lední hokej
13 600 (3 666 pro stání; 9 934 na sezení)
Házená
13 200 (1 716 pro stání; 11 484 na sezení)
14 500 (3 666 pro stání; 10 834 na sezení)
Basketbal
13 900

### Divácká kapacita pro koncerty
Centerstage, interiér bez židlí
15 000 míst
Endstage, interiér bez židlí
11 500 míst
Endstage, interiér vybavený židlemi
11 000 míst, z toho 56 pro osoby na invalidním vozíku a jejich doprovod, 648 zválštních míst a 42 lóží po 10 osobách

## Galerie

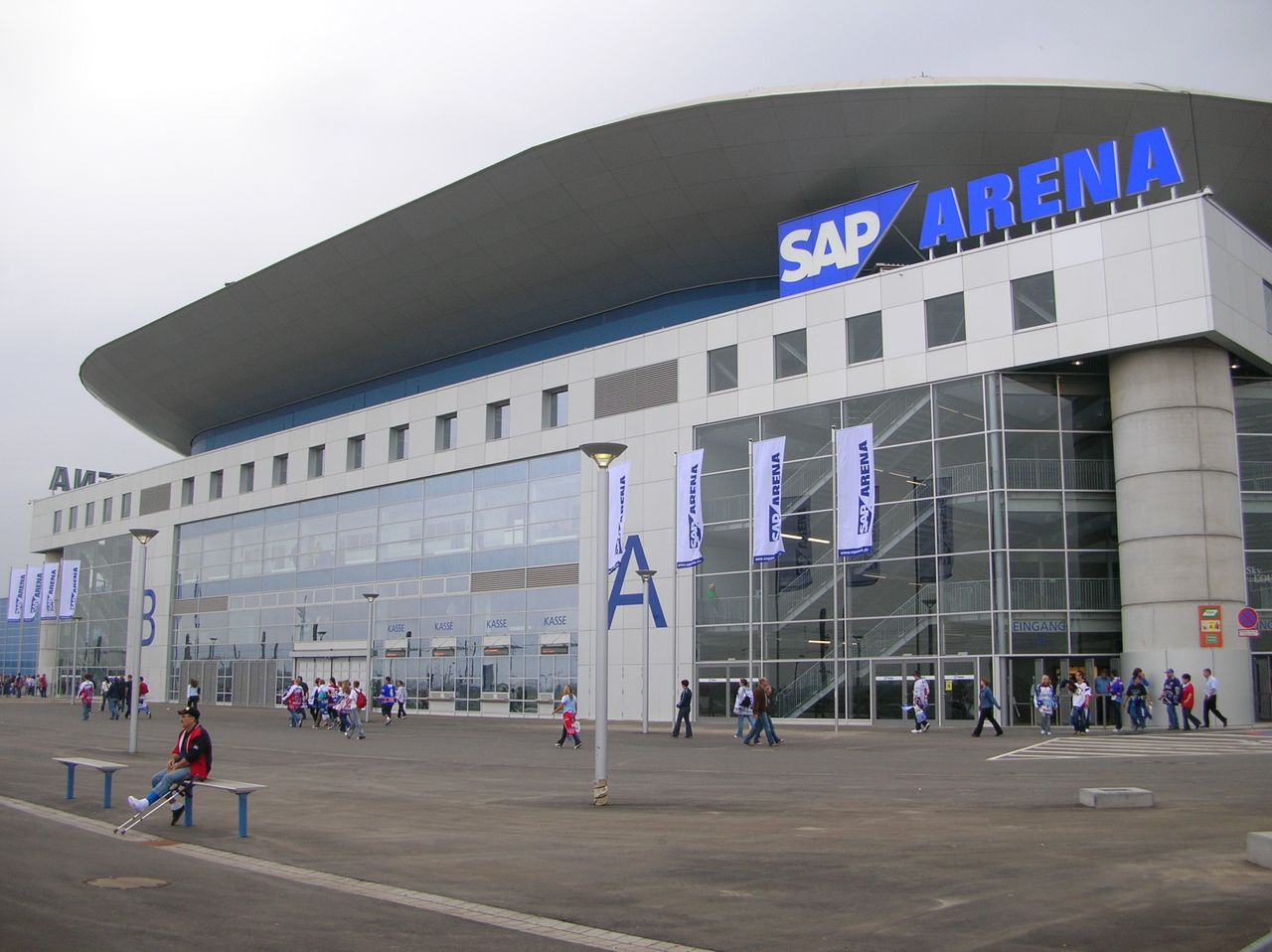
Průčelí stadionu
Pohled od jihu
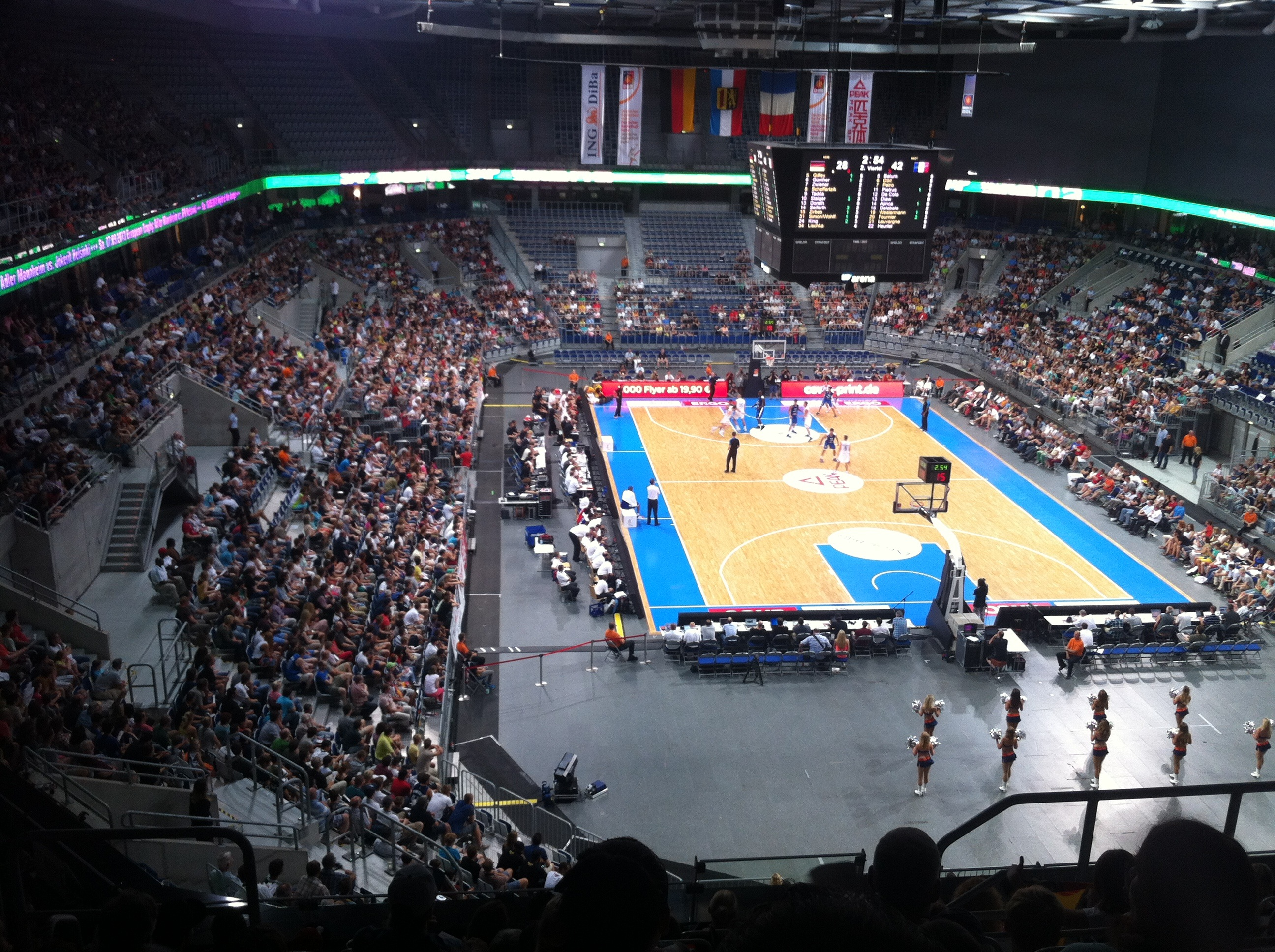
Zápas v basketbalu uvnitř arény
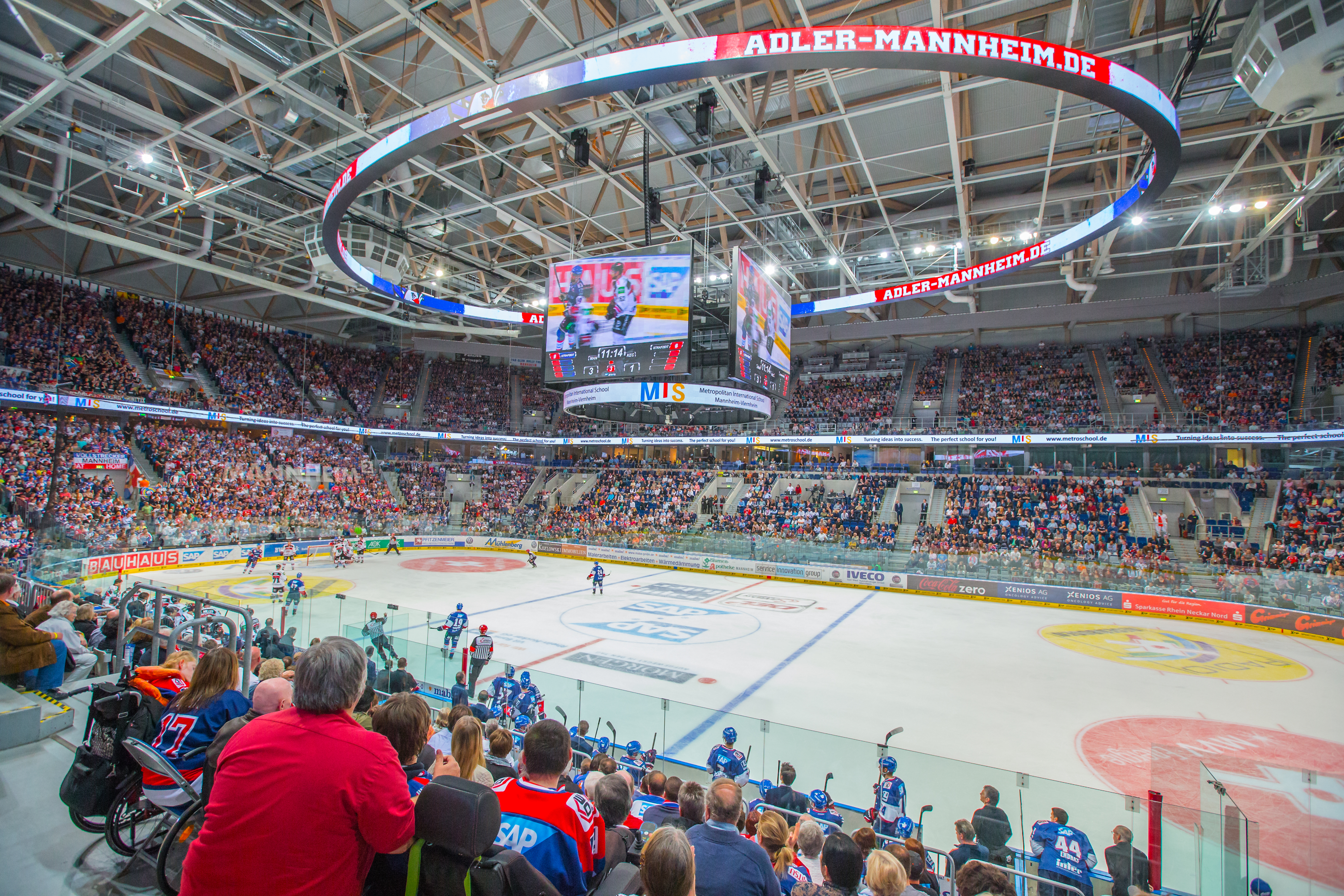
Zaplněné tribuny při hokejovém utkání
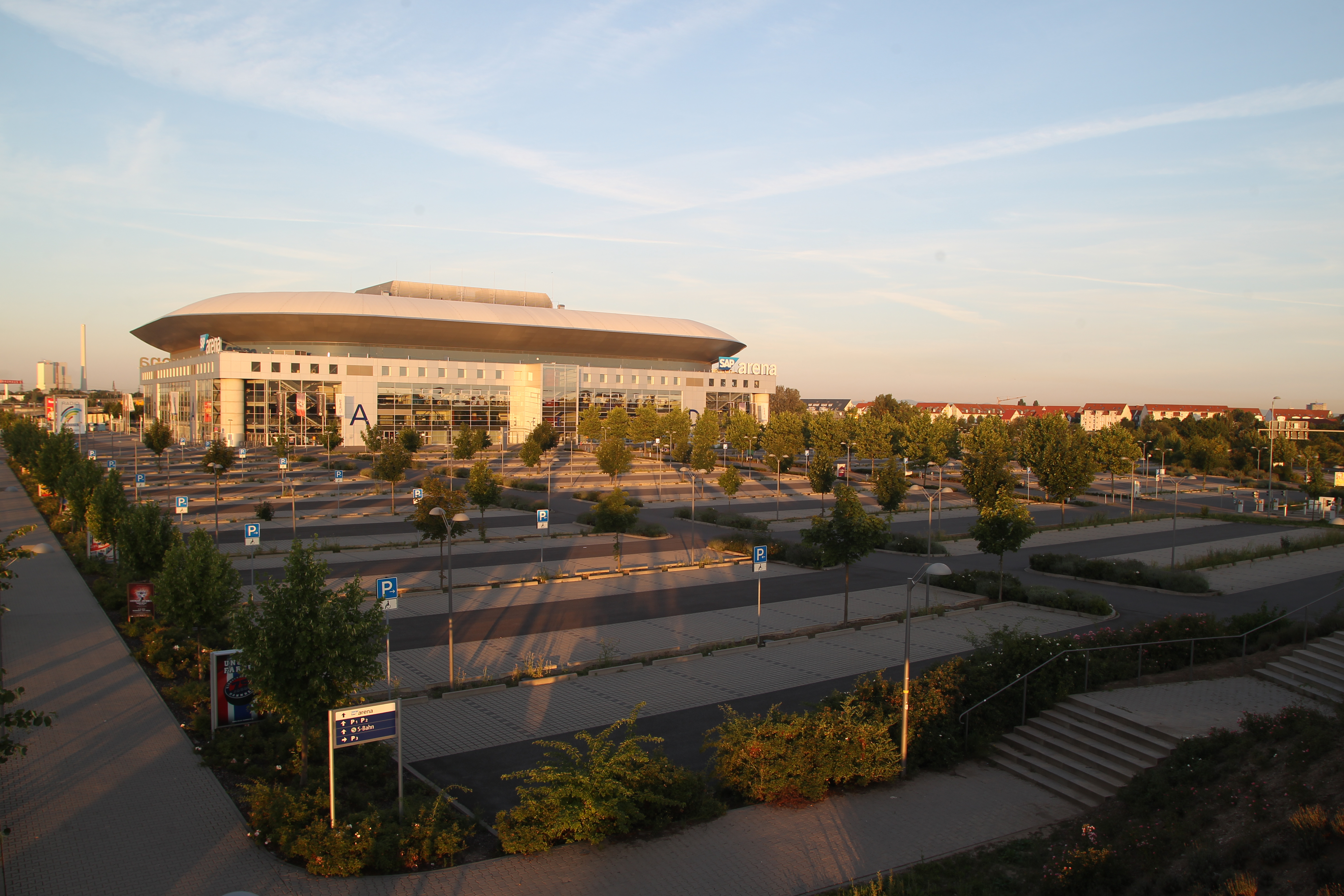
SAP Arena při východu slunce
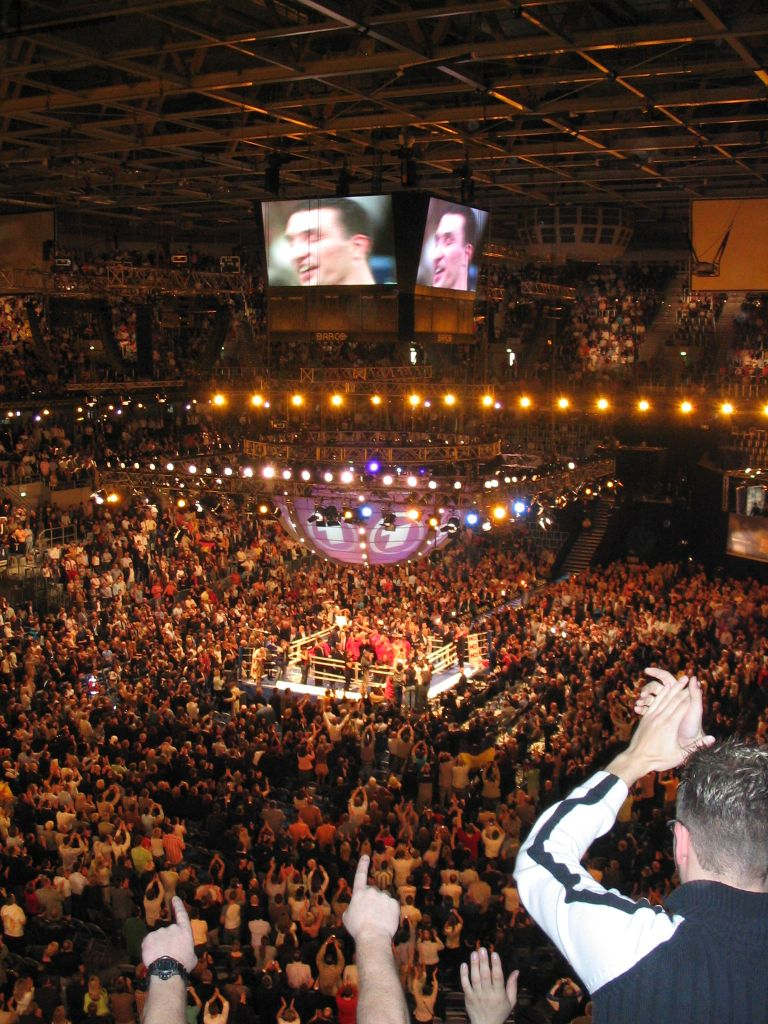
Boxerský zápas
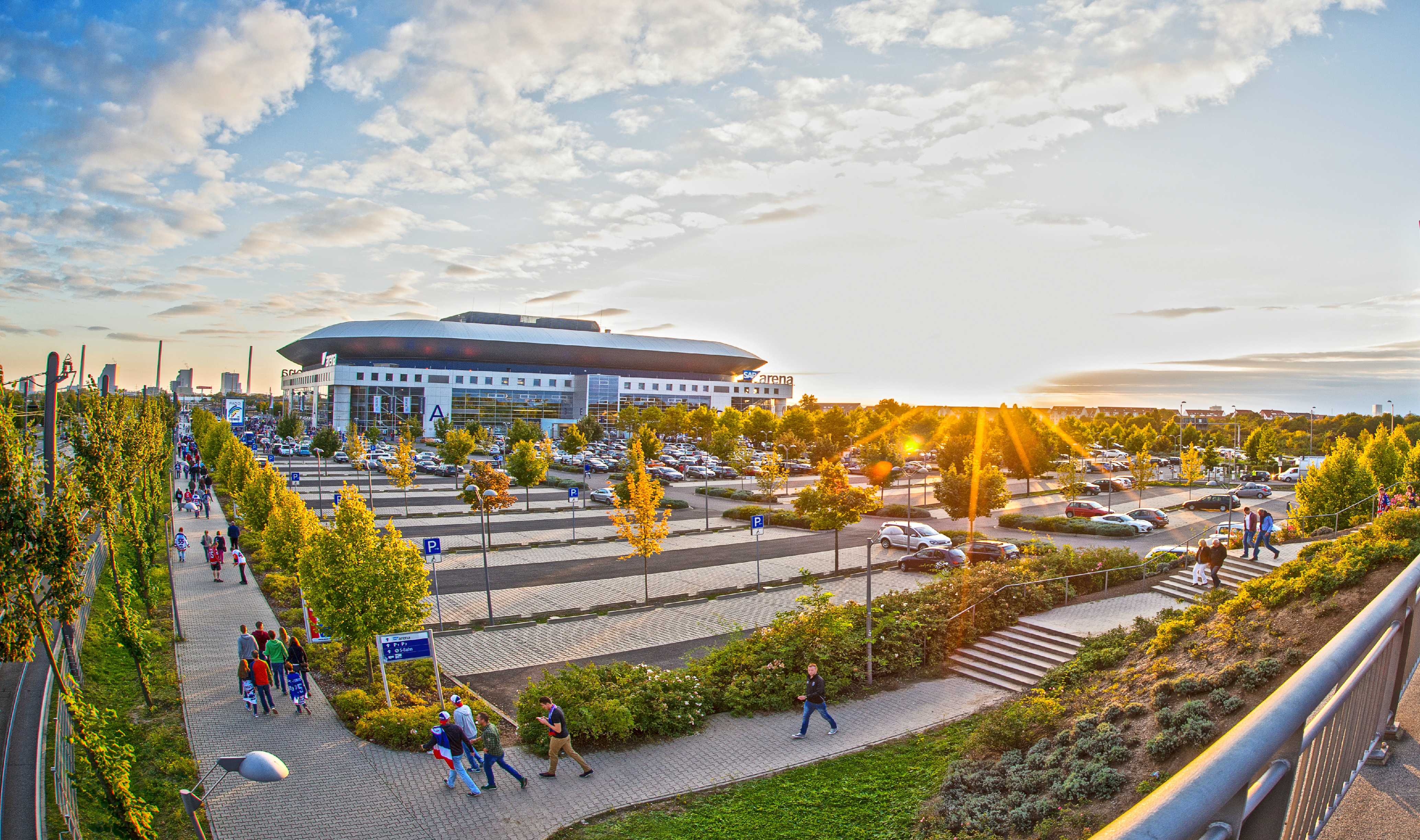
Zapadající slunce za SAP Arenou
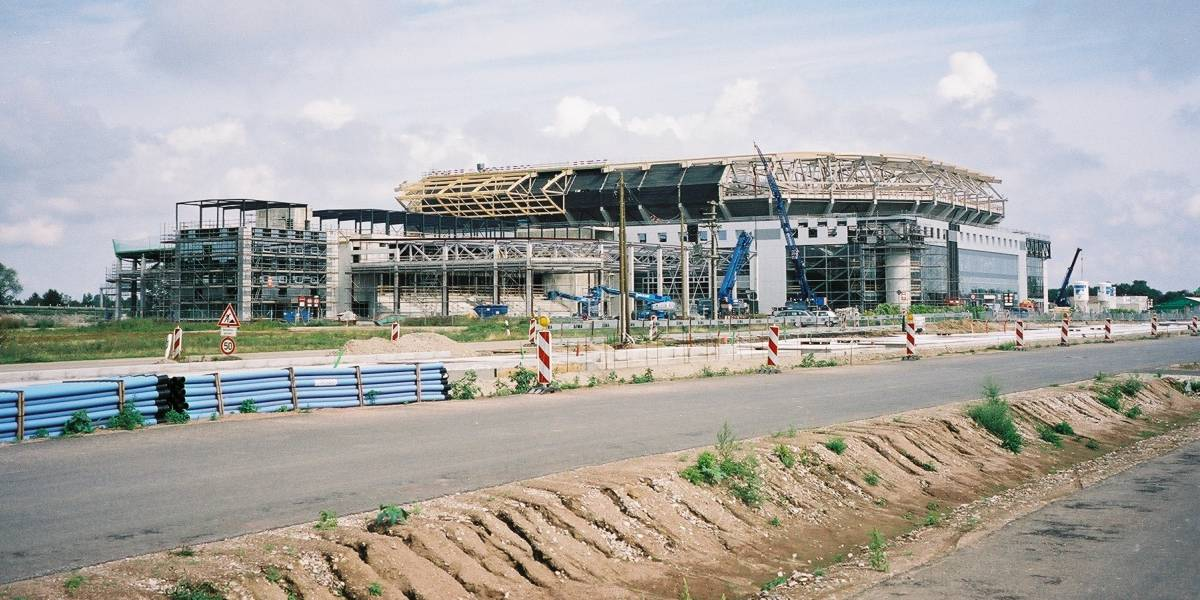
Stadion ve výstavbě v září 2004